# Maldives aux Jeux olympiques d'été de 2004
Les Maldives ont envoyé 4 athlètes aux Jeux olympiques de 2004 à Athènes en Grèce.

## Résultats

### Athlétisme
100 m homme :
- Sultan Saeed : 80e place au classement final

1500 m femme :
- Shifana Ali : 40e place au classement final

### Natation
50 m style libre homme :
- Hassan Mubah : 73e place au classement final

50 m style libre femme :
- Aminath Rouya : 66e place au classement final

## Officiels
- Président : M. Zahir-Naseer
- Secrétaire général : Ibrahim Ismail